# Chlum u Třeboně
Chlum u Třeboně település Csehországban, a Dél-csehországi kerületben, a Jindřichův Hradec-i járásban 25 km-re délre Jindřichův Hradectől az osztrák határ mellett.

## Története
Chlum u Třeboně a Hejtman-tó partján fekszik. A várost először egy 1399-es oklevél említi. Ekkor vásárolta meg  Třeboň városa III. Henrik von Rosenbergtől Chlumetz majorságát. A 15. században a Rosenbergek visszaszerezték Chlumot és környékét. 1450-ben vasérc bányászatba kezdtek. A 16. század elején Chlum u Třeboně' egy területcsere folyományaként a Kraiger von Kraigk család tulajdonába került. 1520-ban Wolf Kraiger von Kraigk gátat építtetett a Koštěnický-patakon és halastavat alakított ki. A 17. század során a település többször gazdát cserélt, míg végül 1693-ban Johann von Fünfkirchen vásárolta meg. 1710-ben felépült a Fünfkirchen család kastélya, 1781-ben pedig elkezdte működését a Josephstal kohó. 1848-ban a hűbériség megszüntetését követően Chlum önálló mezővárosi jogokat kapott. A város üveggyárát 1891-ben alapította meg a Stölzle cég. Az üveggyárat a rendszerváltás követően eladták, majd az új tulajdonos 2004-ben végleg bezárta. 1920-ban a Saint-germaini békeszerződést követően a város Csehszlovákia része lett. A kastély a csehszlovák állam tulajdonába került és a rendszerváltásig kormányüdülőként funkcionált. Jelenleg üresen áll, vevőre várva.
A Hejtman-tó mellett már 1920-ban turisztikai fejlesztésekbe kezdtek. Chlum u Třeboně napjainkban jelentős üdülőhely, a tavak mentén több kempinget találunk. Jó kiinduló pont a cseh-osztrák határ menti háborítatlan erdőkbe teendő kerékpáros túrákhoz.

## Nevezetességek
- Hejtman-tó: 1560–1570 körül alakították ki; a vízfelület 85 hektár
- Chlum u Třeboně kastélya: 1710-ben épült
- A barokk Mária mennybemenetele templom és a hozzá vezető keresztút

## Népesség
A település népessége az elmúlt években az alábbi módon változott:
| Lakosok száma | 2878 | 3123 | 2899 | 2266 | 2394 | 2265 | 1983 | 1959 | 1885 | 1859 |
|               | 1869 | 1890 | 1921 | 1950 | 1980 | 2001 | 2017 | 2019 | 2022 | 2024 |